# Dingane kaSenzangakhona
Dingane ka Senzangakhona Zulu, comunemente indicato come Dingane o Dingaan, (circa 1795 – 1840) è stato re degli Zulu dal 1828 fino alla morte. Ha istituito la sua capitale reale presso la località di uGgungundlovu, uno dei numerosi accampamenti militari, o kraal, situati nella valle Emakhosini, poco più a sud del fiume Umfolozi bianco, sul pendio dei Lion Hill (Singonyama).

## Biografia

### Ascesa al potere
Dingane salì al potere nel 1828 dopo aver assassinato il fratellastro Shaka con l'aiuto di un altro fratello, Umhlangana, e di Mbopa, la guardia del corpo di Shaka. Tradizionalmente si riteneva che avessero ucciso Shaka a causa della sua crescente brutalità dopo la morte della madre, Nandi. L'assassinio è avvenuto nell'attuale città di Stanger.

### Royal enclosure (isigodlo) a UmGungundlovu
Nel 1829, Dingane costruì la capitale UmGungundlovu e dopo cinque anni la ingrandì ulteriormente. La città di UmGungundlovu fu costruita secondo il layout caratteristico di un insediamento militare zulu (singolare: ikhanda, plurale: amakhanda). L'Ikhanda consisteva in un grande terreno di parata circolare centrale (Isibaya esikhulu), circondato da caserme dei guerrieri (Uhlangoti) e da capanne di deposito per i loro scudi. L'isibaya è stata inserita da nord. 
Il recinto reale (isigodlo) era situato sul lato meridionale del complesso, proprio di fronte all'ingresso principale. Il re, le sue amanti e donne assistenti (Dingane non si sposò mai ufficialmente), per un totale di almeno 500 persone, qui risiedevano. Le donne erano divise in due gruppi: l'isigodlo nero e l'isigodlo bianco. L'isigodlo nero comprendeva circa 100 donne privilegiate, e all'interno di quel gruppo c'era un'altra élite ancora più selezionata, il bheje, un numero minore di ragazze preferite dal re come sue amanti. Fu costruito un piccolo insediamento per loro dietro il complesso principale, dove potevano godere di un po' di privacy. Il resto delle donne del re veniva chiamato, isigodlo bianco. Erano principalmente ragazze presentate al re da persone influenti. Alla cerimonia della prima frutta (umkhosi wokweshwama) venivano selezionate anche altre ragazze.
Nell'isigodlo nero era inclusa una vasta area a forma di mezzaluna; qui le donne e il re cantavano e danzavano. Le capanne nell'isigodlo nero erano divise in scomparti di circa tre capanne ciascuna, racchiuse da una siepe a due fili due intrecciati alta due metri che creava una rete di passaggi.
La capanna privata del re (ilawu) era situata in uno di questi compartimenti triangolari e aveva tre o quattro ingressi. Era molto grande e tenuta molto pulita dagli addetti; avrebbe potuto facilmente ospitare 50 persone. I moderni scavi archeologici hanno rivelato che il pavimento di questa grande capanna aveva un diametro di circa 10 metri. Gli archeologi hanno trovato prove all'interno della capanna di 22 grandi pali di sostegno completamente ricoperti di perle di vetro. Questi erano stati annotati in resoconti storici da Piet Retief, leader dei Voortrekkers, e dai missionari britannici Champion e Owen. 
Sul lato sud, proprio dietro il complesso principale, vi erano tre gruppi separati di capanne. Il gruppo centrale è stato utilizzato dalle donne uBheje dell'isigodlo nero. In questa zona, iniziarono le ragazze scelte al servizio del re.

### Ribellione
Dingane mancava delle capacità militari e di comando di Shaka, cosi capi ribelli si staccarono dal suo dominio. Il dissenso fu esacerbato dal conflitto armato con i Voortrekker appena arrivati.

### Conflitto con Voortrekkers

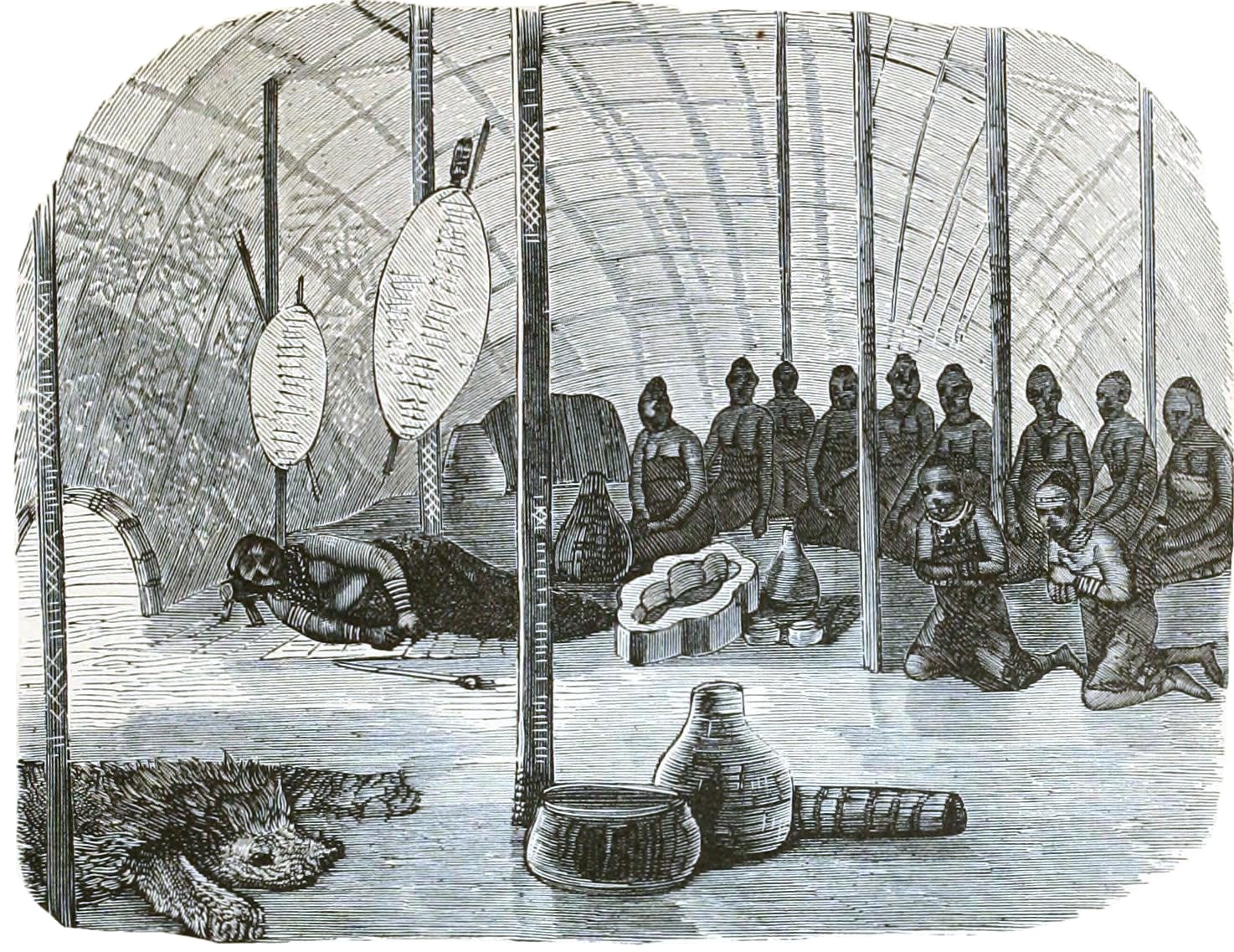
Dingane riposa nella sua capanna, come rappresentato dal Capitano Gardiner

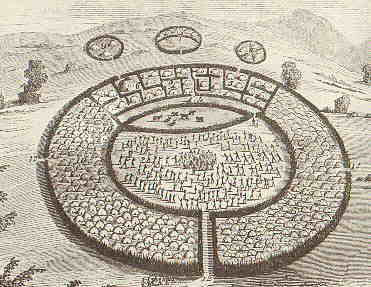
Dingane ordina la cattura del gruppo di Voortrekker di Piet Retief mentre sono spettatori di una routine di ballo dei suoi soldati

Nel novembre 1837 Dingane incontrò Piet Retief, leader dei Voortrekkers. In cambio del recupero di alcuni capi rubati, Dingane firmò un atto di cessione di terre (scritto in inglese) ai Voortrekkers. Si ritiene generalmente che Dingane sapesse cosa stava firmando, anche se non avrebbe potuto avere un'istruzione formale, aver letto il contenuto del documento o aver compreso il concetto di proprietà permanente della terra, poiché non era usanza degli Zulu assegnare la terra a individui in modo permanente. Il 6 febbraio 1838, dopo due giorni di festa, il capo fece uccidere Retief e il suo partito diplomatico. Gli era stato detto di lasciare le loro armi da fuoco fuori dal kraal reale. Improvvisamente, quando la danza ebbe raggiunto un climax frenetico, Dingane balzò in piedi e urlò Bambani aba thakathi! ("Cattura i maghi!"). 
Gli uomini furono completamente sopraffatti e trascinati via sulla collina di kwaMatiwane, dal nome di un capo che era stato ucciso lì. Retief e i suoi uomini furono uccisi . Alcuni sostengono che siano stati uccisi perché hanno trattenuto alcuni dei bovini recuperati dal capo Sekonyela. L'opinione generale è che Dingane non desiderasse cedere la terra ceduta loro nel trattato e diffidava della presenza dei Voortrekker. Allo stesso tempo, le forze di Dingane uccisero il gruppo di trek indifeso di Retief, circa 500 boeri e servi nativi, tra cui donne e bambini. I boeri lo chiamarono il massacro di Weenen. La vicina città di Weenen (olandese per "pianto") è stata nominata dai primi coloni in memoria del massacro. 
In un ulteriore atto di guerra, Dingane ordinò anche al suo esercito di cercare e uccidere il gruppo di Voortrekker sotto il comando di Andries Pretorius. Gli Zulu attaccarono l'accampamento di Voortrekker, ma furono sconfitti in modo schiacciante nella cosiddetta Battaglia di Blood River. Si stima che siano stati uccisi 3 000 zulu e solo tre Voortrekker siano stati leggermente feriti. Il comandante di Dingane nella battaglia era Ndlela kaSompisi.

### Rovesciamento e morte
Nel gennaio 1840, Pretorio e una forza di 400 boeri aiutarono Mpande nella sua rivolta contro Dingane, rivolta che provocò il rovesciamento e la morte di quest'ultimo. Nella battaglia di Maqongqo, molti uomini di Dingane abbandonarono l'esercito di Mpande. Dingane si fece seguire il suo generale, Ndlela kaSompisi, e con alcuni seguaci cercò rifugio nel territorio di Nayawo sui monti Lubombo. Un gruppo di Nyawo e Swazi lo assassinarono nella foresta di Hlatikhulu .
Gli successe il regno di Mpande, fratellastro sia di Dingane che di Shaka. La tomba di Dingane si trova vicino a Ingwavuma nella foresta di Hlatikulu, a un'ora di auto dal parco degli elefanti di Tembe.

## Fonti letterarie
I romanzi di Sir Henry Rider Haggard, Nada the Lily e Marie, includono versioni di alcuni eventi della vita di Dingane, così come il romanzo di Bertram Mitford del 1898 The Induna's Wife.

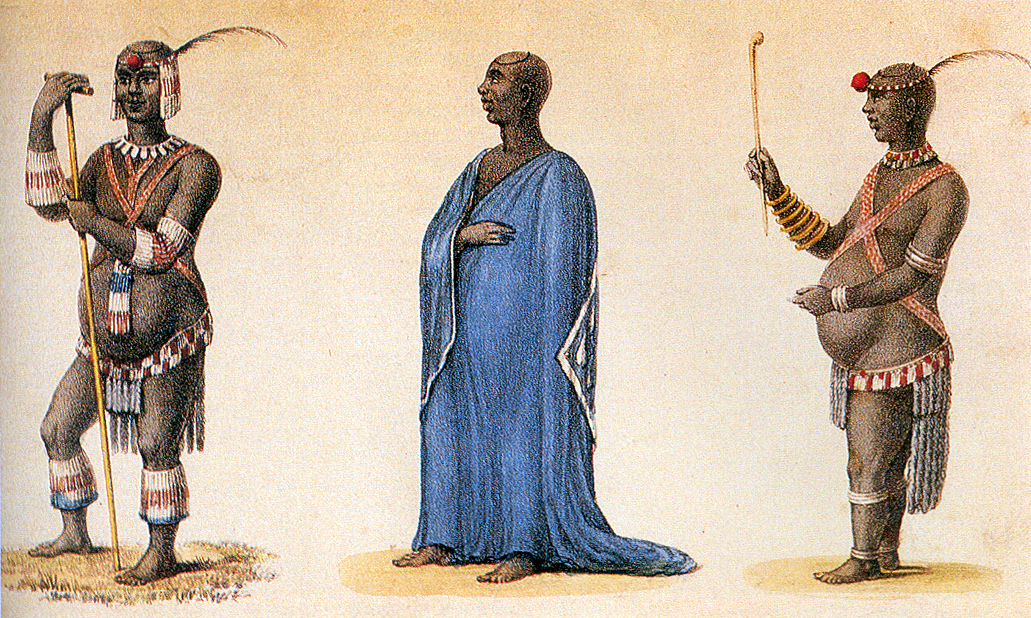
Dingane in abito ordinario e danzante, illustrato dal Capitano Gardiner
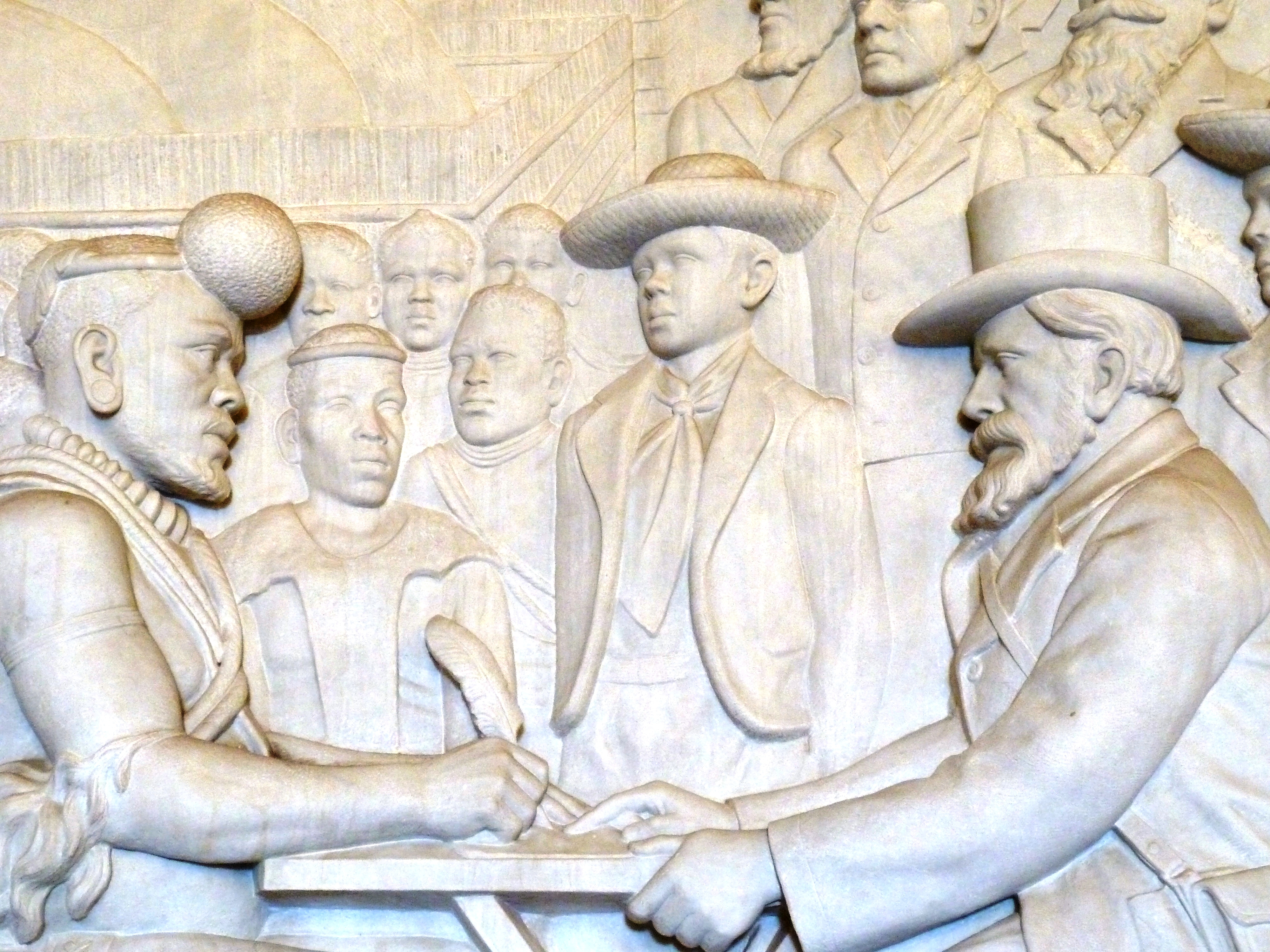
Dingane firma un trattato con Piet Retief, come rappresentato nel monumento Voortrekker
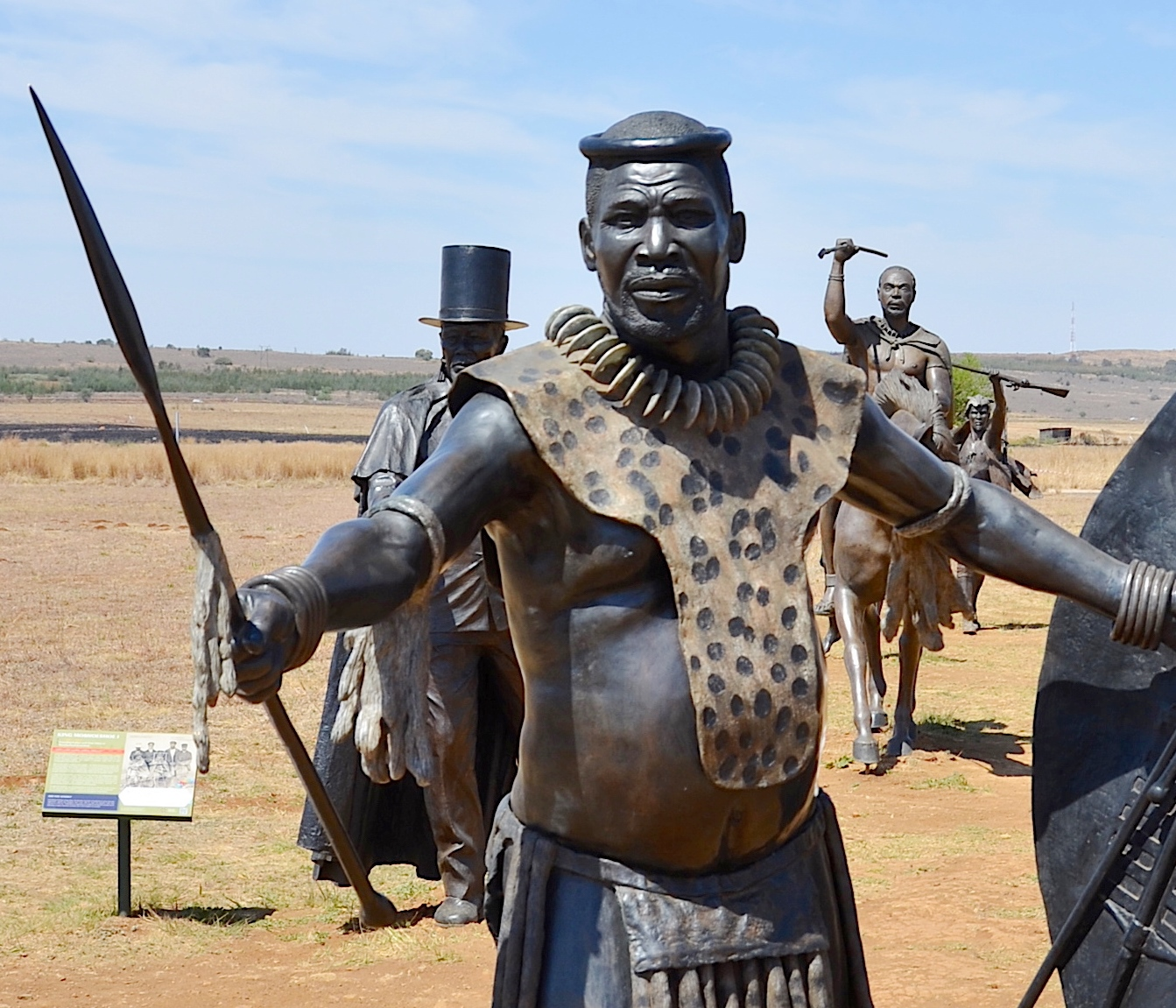
Statua in bronzo di Dingane a Maropeng, nella mostra La lunga marcia per la libertà